# Albrecht von Haller

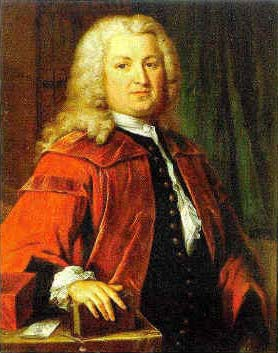
Albrecht von Haller

Albrecht von Haller (n. 16 octombrie 1708, Berna, Berna, Confederația Veche a Elveției – d. 12 decembrie 1777, Berna, Berna, Confederația Veche a Elveției) a fost un medic, anatomist, matematician, fiziolog, botanist, entomolog, publicist științific, poet și politician elvețian în timpul iluminismului. Abrevierea numelui său în cărți științifice este Haller.

## Biografie

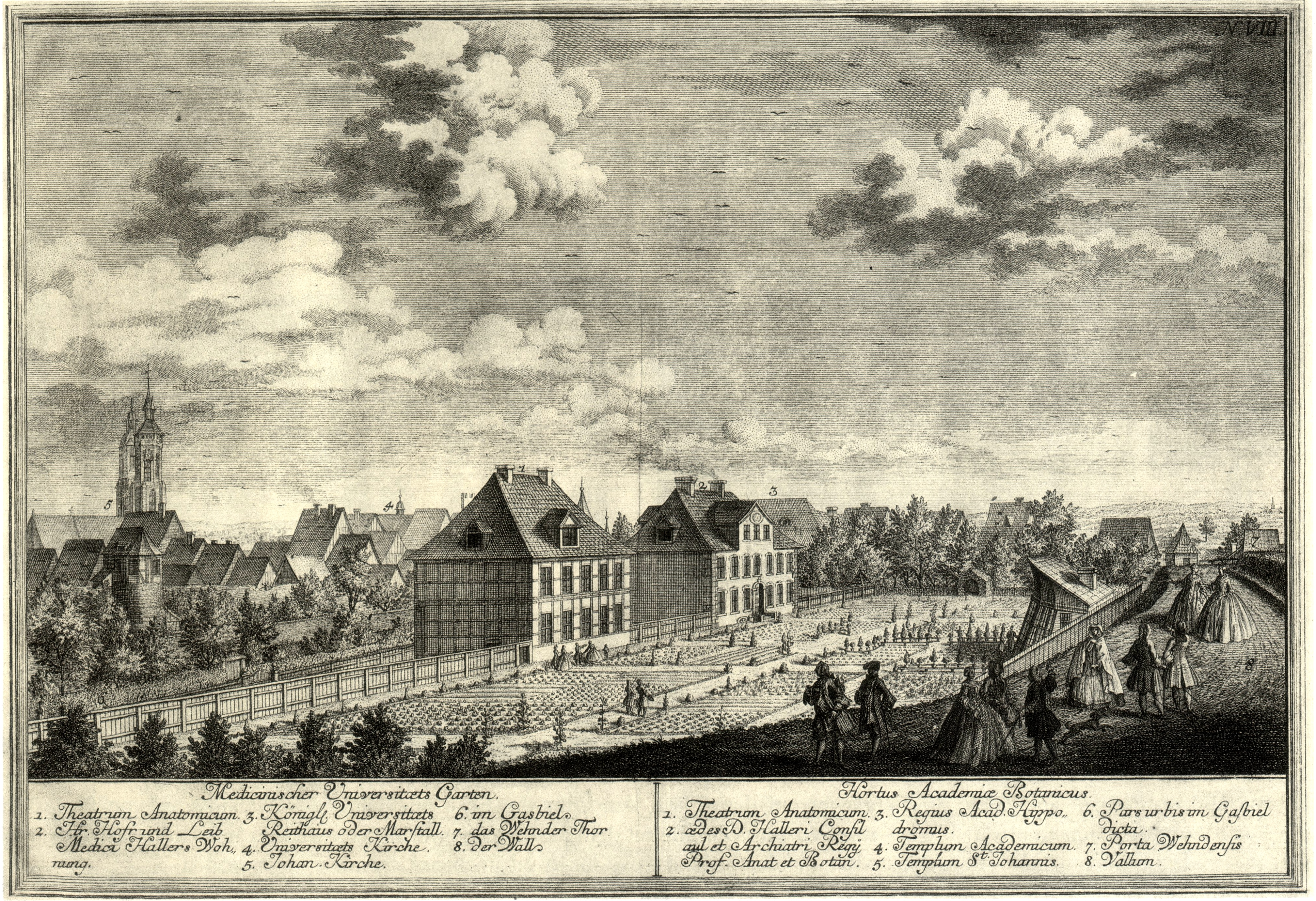
Grădina botanică din Göttingen 1747

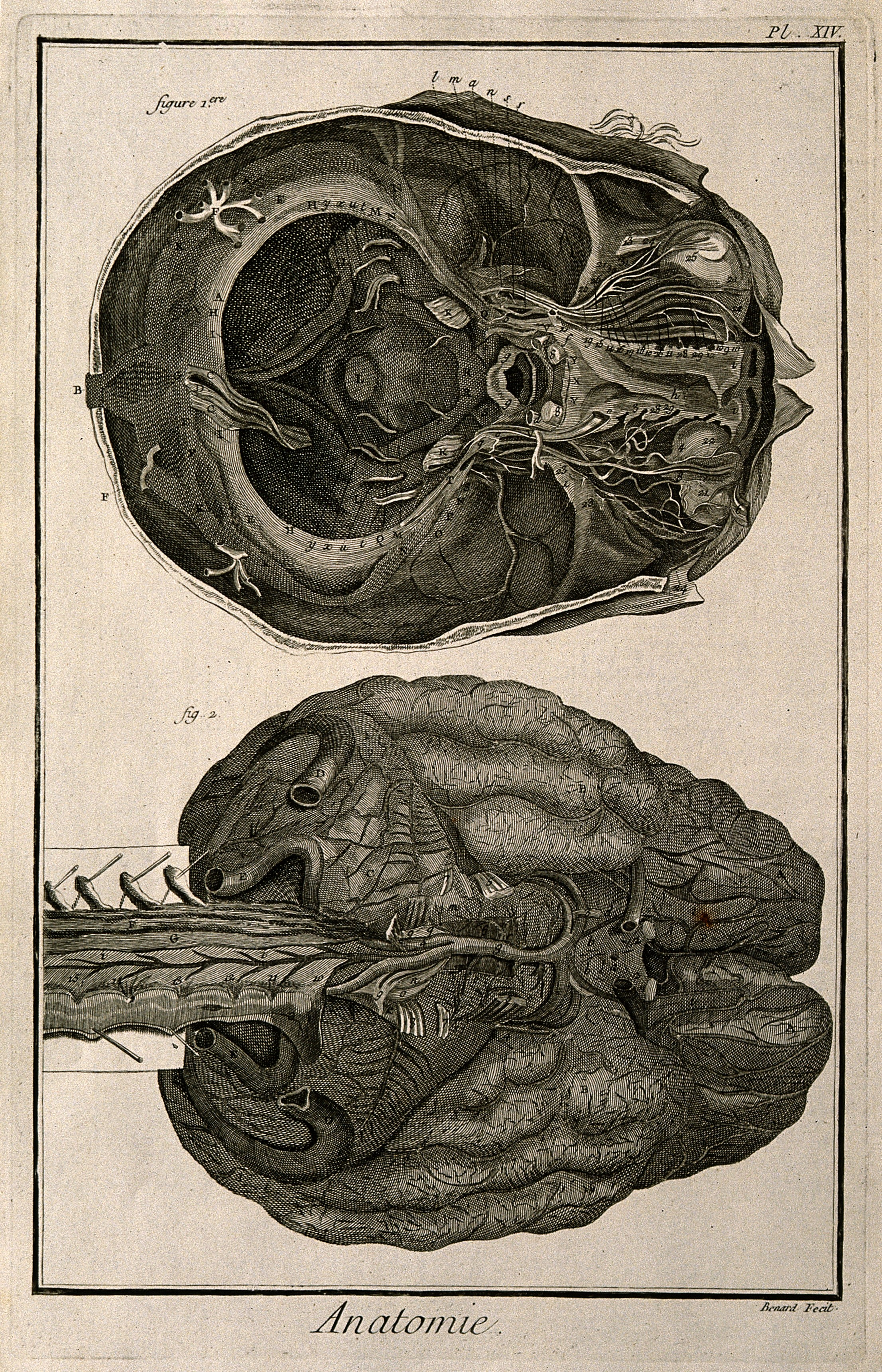
Creierul uman după Haller și Ridley

Albecht von Haller a provenit dintr-o veche familie berneză, fiind al 5-lea copil al juristului precum funcționarului public Niklaus Emanuel Haller. În tinerețe bolnăvicios, copilul a fost învățat de profesori particulari. Deja atât de devreme a desfășurat mare interes pentru limbi străine, începând cu studii independente de limbaj. În consecință a fost mai târziu capabil de a citii aproape în toate limbile europene și a scrie în mai multe. După moartea tatălui său tutorele lui l-a trimis la liceul în Berna, apoi pentru o predare medicală la un medic împrietenit în Biel.

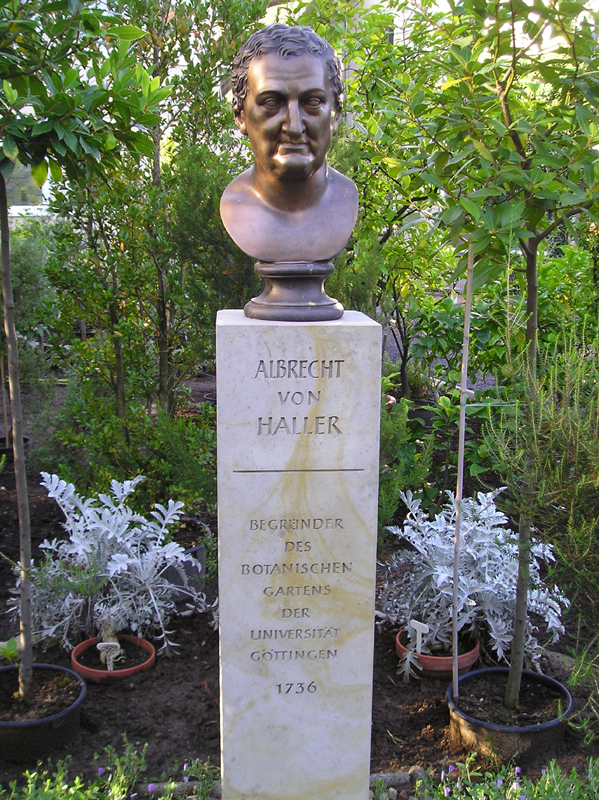
Bustul lui A. von Haller la Göttingen

După liceu (1718-1722) și predarea medicală a început, în 1723, studiul de medicină la universitatea din Tübingen. Doi ani mai târziu, a schimbat la universitatea din Leiden, pentru a deveni student la Herman Boerhaave și Bernhard Siegfried Albinus, unii din cei mai faimoși și importanți medici ai timpului. Acolo a luat doctoratul in 1727 cu o disertație despre canalul salivar. Tot În acest an, savantul a măsurat pentru prima dată presiunea și volumul sângelui în corpul uman. Apoi a completat cunoștințele sale medicale prin călătorii la Londra și Paris. Sănătatea sa slabă însă l-a obligat să se întoarcă în Elveția un an mai târziu. În Basel, s-a dedicat studiilor matematice (la Johann Bernoulli) și botanice. Tot aici a început „boala poetică”, cum zicea Haller. În 1729 el a scris în timpul unei excursii de studii botanice prin Elveția marele său poem Die Alpen (Alpii). Această călătorie a fost, de asemenea, baza pentru Enumeratio methodica, una din marele sale lucrări, conținând un inventar cuprinzător al florei elvețiene. Apoi s-a stabilit ca medic general în Berna, unde s-a căsătorit în anul 1731 cu Marianne Wyss. În 1734 a primit postul de medic de oraș, din 1735, el a fost numit și șeful bibliotecii. În afară de publicarea cu succes a poeziilor sale, Haller își facea din ce în ce mai mult un nume în domeniul științific.

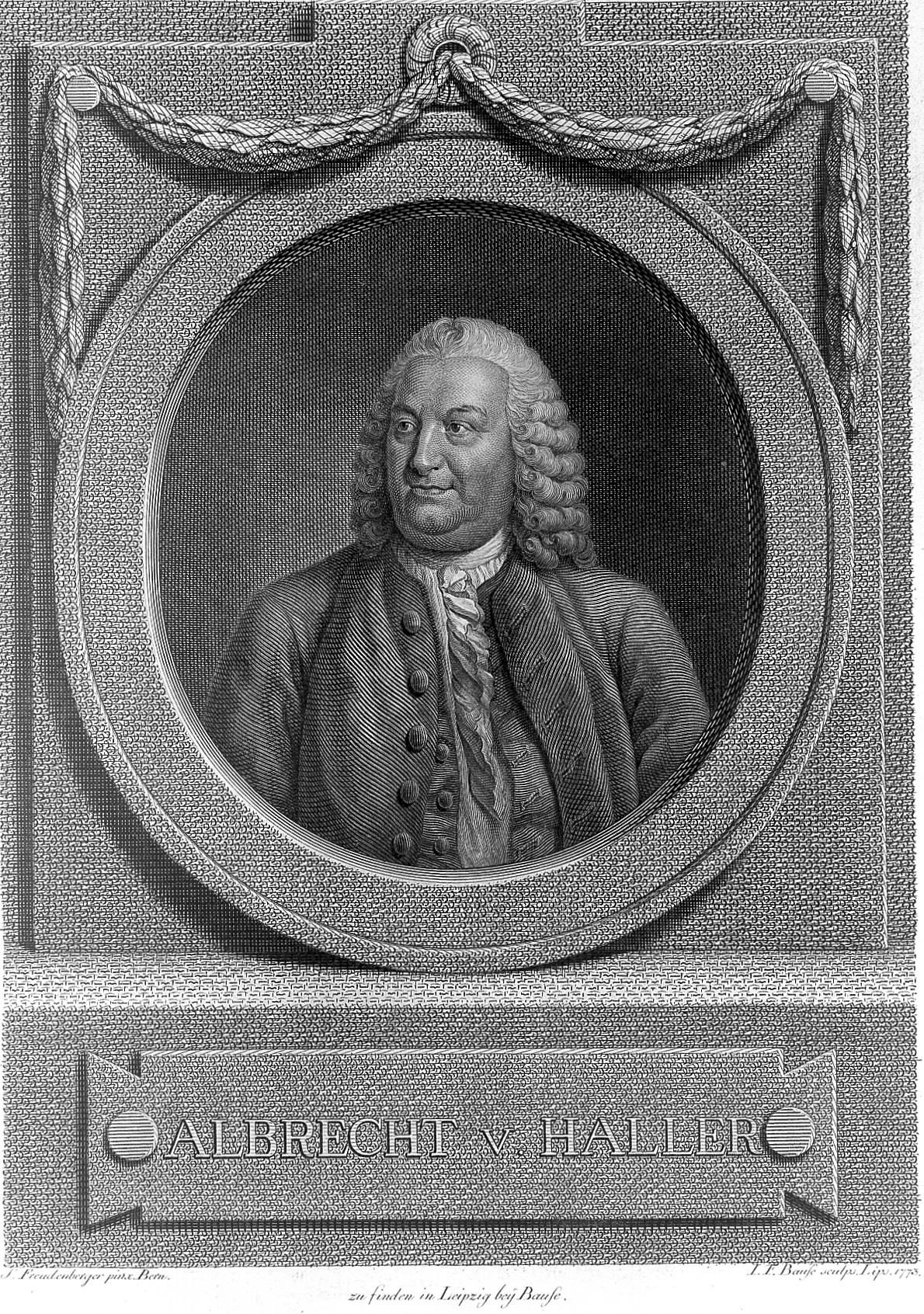
Albrecht von Haller 1773

La vârsta de 28 de ani, în 1736, el a fost numit profesor pentru anatomie, chirurgie și botanică la universitatea din Göttingen, unde a lucrat până în 1753 (1 octombrie 1736-29 mai 1753; prorector: 2 ianuarie 1741-3 iulie 1741 și 3 ianuarie 1743-2 iulie 1747) ajutând tinerii universități să obțină repede reputație internațională. În anul 1751 a fondat Academia de Științe din Göttingen, o entitate care produce realizări semnificative de cercetări științifice până în ziua de azi, nu în ultimul rând pricinuit fuziunii științelor de arte cu cele naturale propagată, transpusă și unită în persoana lui Haller. Poate acest fapt este datorit morții soției sale (deja în 1736) care îl nimerise profund (dar a mai fost căsătorit de două ori: 1739, 1741). Urmarea acestei catastrofe personale a provocat nu numai un viraj spre religie (de acea inițiator pentru înființarea și construirea bisericii reformate din Göttingen, 1740) ci și dedicația în întregime pentru științe. De o importanță deosebită sunt de exemplu descoperirile sale fiziologice, că sensibilitatea și iritabilitatea sunt legate de structurile de țesuturi vii. În anul 1739 a fondat grădina botanică, teatrul anatomic, academia de desen și școală de maternitate ale universității Göttingen. În anul 1747 a preluat conducerea ziarului Göttingische gelehrte Anzeigen pe care l-a făcut repede organ de recenzie conducător. A fost numit doctor onorific precum medic personal britanic și a respins vocațiile făcute de universitățile de la Utrecht și Oxford, refuzând de asemenea apelul regelui Frederic al II-lea al Prusiei de a veni la Berlin.
Pe ziua de 9 iulie 1749, Haller a fost ridicat la nobilimea ereditară de către împăratul Francisc I al Sfântului Imperiu Roman. Mai departe, faimosul medic și savant a fost onorat de mult ori, numit și membru în multe organizații științifice.
În anul 1753 Haller a renunțat la activitatea sa splendidă în Göttingen în favoarea unui loc de muncă ca administrator subordonat în orașul său iubit natal Berna. Astfel a ocupat între altele funcțiile de consilier (1753-1777), director al salinelor de stat în Aigle (Aelen) (1758-1764), membru al Înaltei Curți, Curții de Apel și al comisiei de economie a țării, Berna (1764- mai 1770) și în sfârșit supravegherea al întregului sistem medical orășenesc (1770-1777). Speranțele pentru un post mai exigent nu au fost îndeplinite. Deci universitatea din Göttingen i-a oferit funcția de cancelar după o interpelare a lui, el în sfârșit a trebuit să refuze din cauza respingerii acestui plan precum presiunii aplicate prin familia sa. Ultimii ani așadar au fost marcați de dezamăgiri, depresii și boli pe care le-a putut atenua doar cu opiu.
Un asteroid din centura de asteroizi, descoperit de astronomul german Karl Wilhelm Reinmuth pe 12 martie 1931 la Heidelberg, a fost denumit după marele savant ca (1308) Halleria.

## Onoruri (selecție)
Faimosul medic și savant a fost onorat de mult ori, numit și membru în multe organizații științifice.
- Ales Rector magnificus al universității Georg-August din Göttingen
- Membru al Academiei Franceze de Științe
- Membru al Academiei Leopoldine
- Membru al Academiei Prusace de Științe
- Membru al Academiei Regale Suedeze de Științe
- Membru de onoare al Academiei de Științe din Sankt Petersburg
- Fellow of the Royal Society
- Membru al Academiei de Științe din Göttingen
- În Walhalla pe lângă Regensburg a fost pus un bust în comemorarea sa.

## Opere

Elementa physiologiae corporis humani VIII, 1766

### Scrieri științifice (selecție):
- Erläuterungen zu Boerhaaves Institutiones. 7 volume, 1739–1744
- Enumeratio methodica stirpium Helveticae indigenarum (Descrierea florei alpine elvețiene), 1742
- Primae lineae physiologiae, 1747
- Opuscula sua anatomica: De respiratione de monstris aliaque minora, 1751
- De partibus corporis humani sensilibus et irritabilibus, 1752.
- Onomatologia medica completa : oder medicinisches Lexikon, das alle Benennungen und Kunstwörter, welche der Arzneywissenschaft und Apoteckerkunst eigen sind, deutlich und vollständig erkläret., Ulm 1755
- Elementa physiologiae corporis humani, 8 volume, 1757–1766Elementa physiologiae corporis humani (1762)
- Anfangsgründe der Phisiologie des menschlichen Körpers, 8 volume, Berlin 1759–1776
- Onomatologia medica completa … oder Vollstaendiges Lexicon … der Naturgeschichte ..., Frankfurt am Main și Leipzig 1758 (= Enciclopedia medicinală, III)
- Historia stirpium Helvetiae, 1768
- Materia medica oder Geschichte der Arzneyen des Pflanzenreichs: aus von Hallers Beschreibung der schweizerischen Pflanzen gezogen ..., vol. 1-2, Leipzig, Editura Haug, 1782 Universitatea Düsseldorf]
- Histoire des Plantes suisses ou Matiere médicale et de l’Usage économique des Plantes par M. Alb. de Haller ,  vol. 1-2, Berna 1791

### Scrieri literare (selecție)

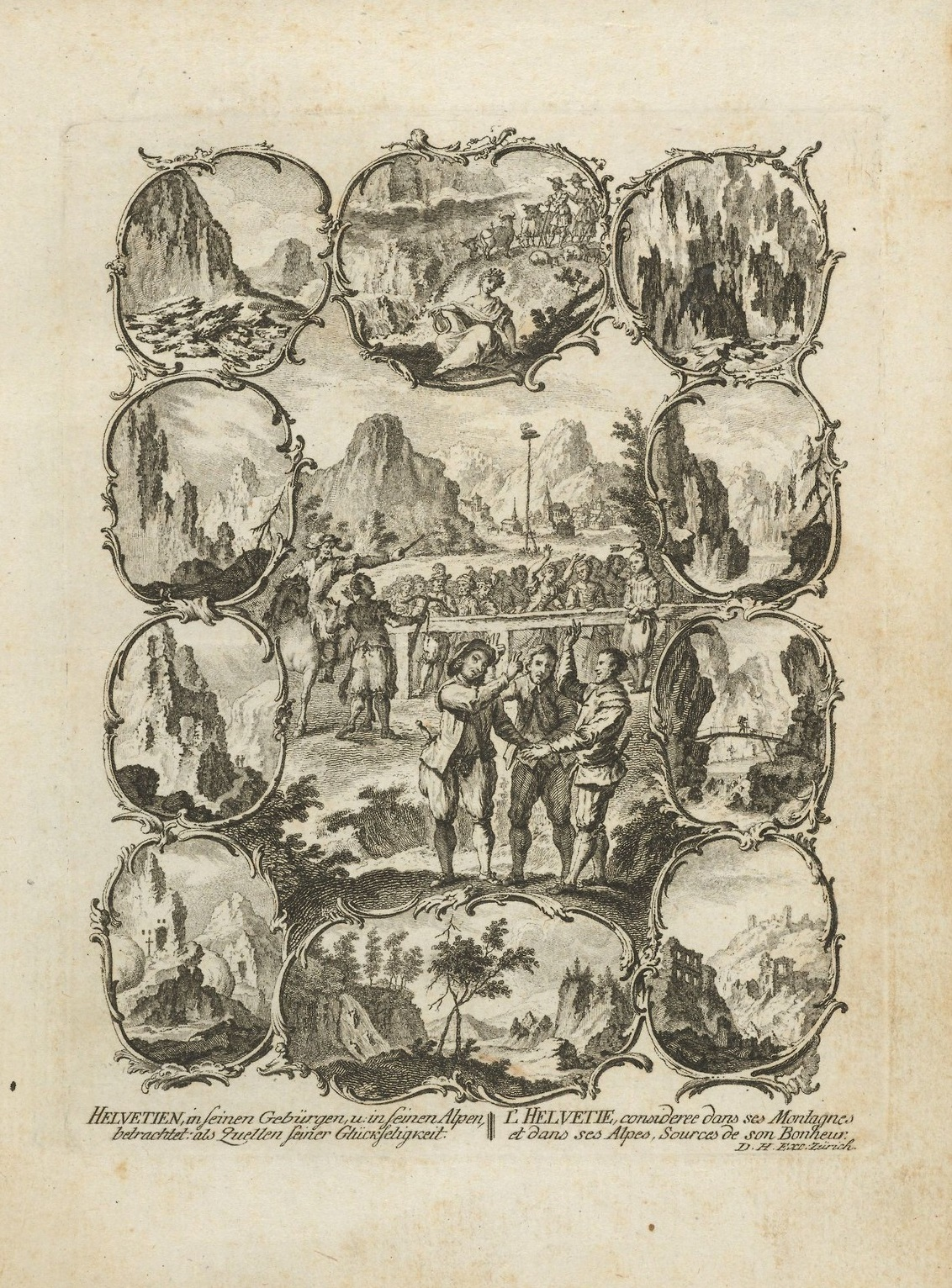
Oda despre Alpi

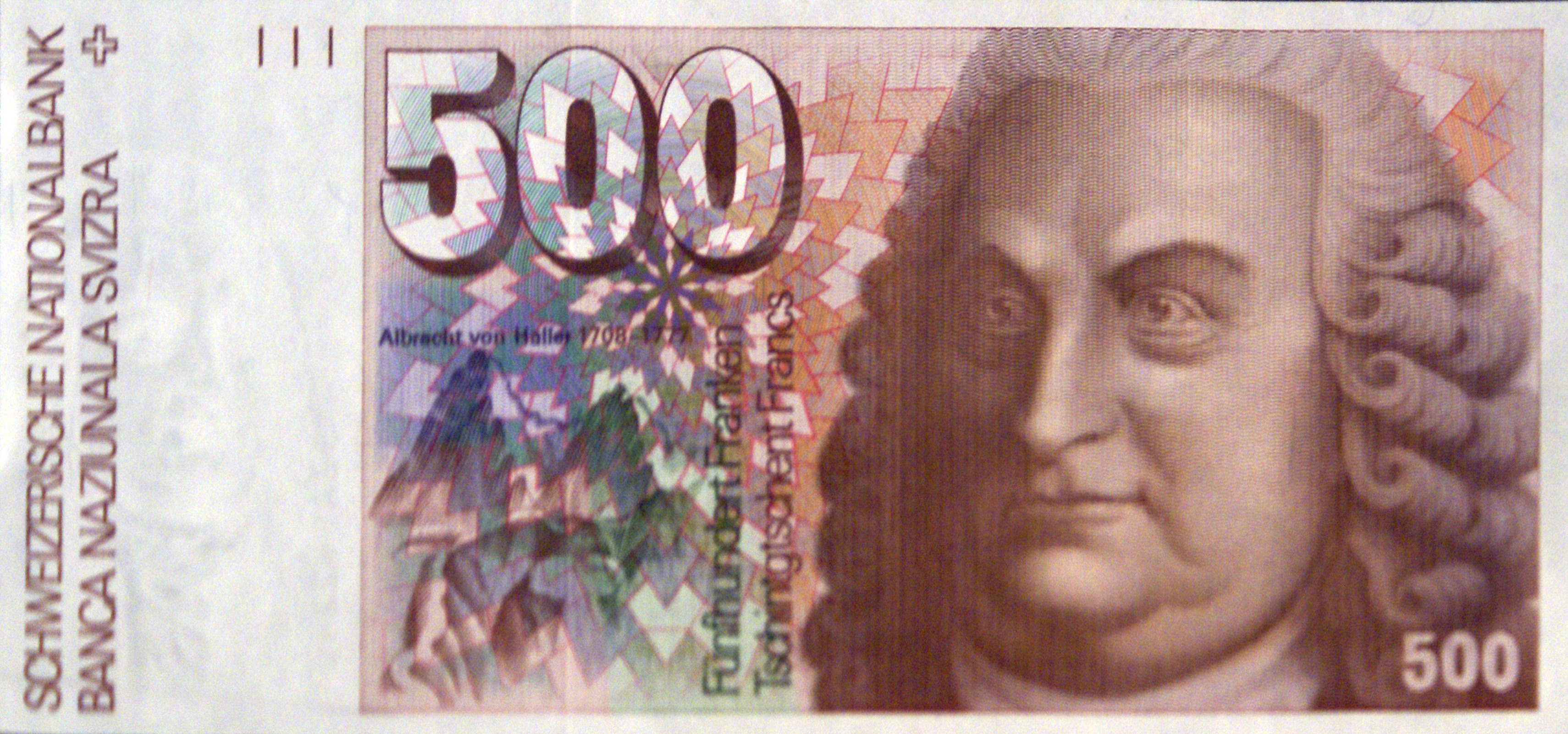
CHF 500: Albrecht von Haller

- Haller in Holland. (Tagebuch (jurnal personal) 25 aprilie 1725-23 mai 1727) * Versuch Schweizerischer Gedichten , Bern 1732 (darin u. a.acolo poezia Die Alpen din 1729)
- Versuch von Schweizerischen Gedichten, 1734
- Versuch von Schweizerischen Gedichten, 1762
- Usong - Eine morgenländische Geschichte, 1771
- Alfred, König der Angelsachsen, 1773
- Fabius und Cato, 1774
- Briefe über einige Einwürfe nochlebender Freygeister wieder die Offenbarung (3 părți), 1775-1777